# Mistreat
Mistreat är ett finskt RAC-band från Kouvola som grundades 1988. Mistreat är det mest kända finska RAC-bandet både i Finland och utomlands.
Mistreat har tidigare hetat Synthetical bastards, Sorbus Sound och Moottorikaupungin rasistit (Motorstadens rasister).
I sin musik sjunger man ofta emot droger, mångkultur och kommunismen samt hyllar krigsveteraner och Andra världskriget ur Finlands synvinkel. Man har även gjort låtar som hyllar Nazityskland och vit makt. Man har även gjort en del våldsromantiska låtar. 
Mistreat har gjort låtar som: Finland skinheads, We're ready, Hang the scum, Skinhead girl, To die for och On it's knees. Bandet har även gjort rockversioner av kända finska låtar som "Kymenlaakson laulu" och "Njet Molotov" och Irwin Goodmans sång "Mutakuono ja Lakupelle". De har också gjort hyllningslåtar till James Earl Ray och Helsingfors hockeylaget HIFK.

## Medlemmar

### Nuvarande
- Muke, gitarr, sång
- Pete, bas
- Miika, gitarr
- Atte, trummor

### Före detta
- Jönne, trummor
- Paul, trummor
- Jose, trummor, gitarr
- Arska, gitarr
- Kaitsu, bas
- Jake, bas
- Suikkanen, gitarr
- Speedy, gitarr

## Diskografi
- 1990 Mistreat-EP
- 1995 Faith and fury
- 1997 The Flame From The North
- 1997 Waffenbrüder (Med det tyska bandet Kraftschlag)
- 2000 Battle Cry
- 2001 Ultimate Mistreat
- 2001 Beer bottles & Hockey sticks (Med det amerikanska bandet Bound for Glory)
- 2002 Best of... (vit vinyl)
- 2003 Unfinished Business
- 2005 Never forgive - never forget